# Aljašský poloostrov

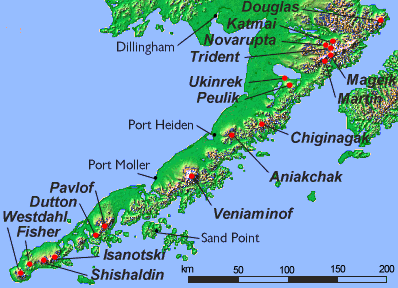
Aljašský poloostrov se sopkami

Aljašský poloostrov (anglicky Alaska Peninsula) je část pevninské Aljašky (USA). Jde o poloostrov vybíhající téměř 800 kilometrů jihozápadním směrem z pevniny, zakončený řetězem Aleutských ostrovů. Poloostrov odděluje Tichý oceán od Bristolského zálivu, který je zálivem Beringova moře.

## Geografie
Nejvýraznější geologickou formací poloostrova je Aleutské pohoří s četnými aktivními vulkány. Poloostrov je, zejména na jižní straně, obklopen stovkami malých ostrovů a ostrůvků.
Jižní strana poloostrova je hornatá a velmi členitá, byla vytvořena vyzdvižením při tektonické aktivitě severní části Pacifické desky, která je zde v subdukci se západní částí desky Severoamerické. Severní strana je mnohem plošší s mnoha močály a bažinami, její reliéf je výsledkem dlouhodobé eroze a seismického klidu.
Stejně tak je rozdílné jižní a severní pobřeží. Severní pobřeží Bristolského zálivu je relativně mělké, vody jsou kalné, protože zde dochází k velkému přílivu i odlivu, naproti tomu pacifické pobřežní vody jsou hluboké, čisté a slapové jevy se na pobřeží projevují v malé míře.

## Národní park a rezervace
Na poloostrově se nachází Národní park Katmai a přírodní rezervace Aniakchak, Becharof, Izembek a Alaska Peninsula National Wildlife Refuge.